# Calçotada

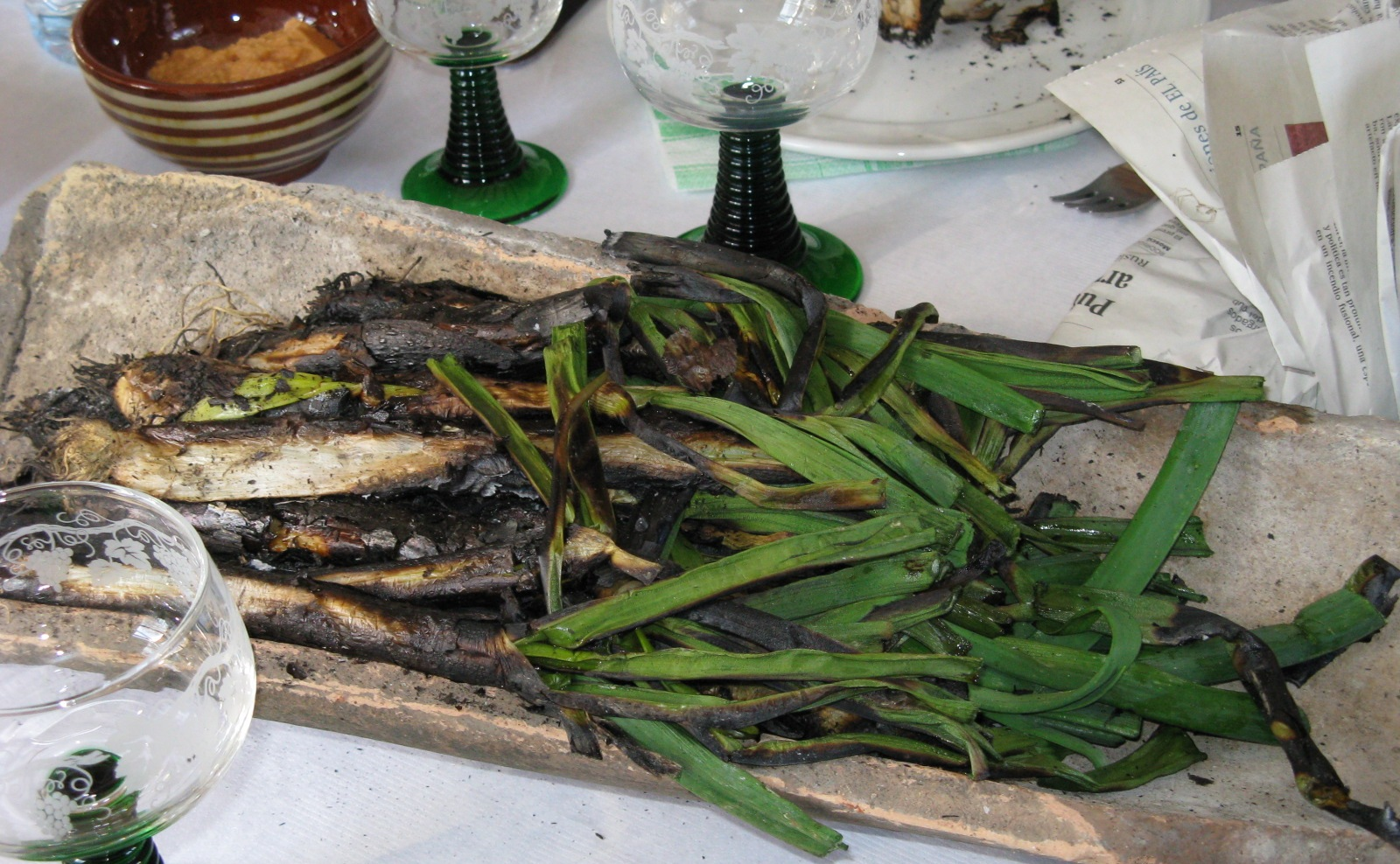
Calçotada

Calçotada (hiszp. calzotada) – katalońskie święto poświęcone odmianie cebuli nazywanej calçot, odbywające się w ostatnią sobotę stycznia, a także nazwa spożywanej wówczas potrawy, przyrządzanej z tego warzywa. Tradycja i potrawa powstały w powiecie Alt Camp, w miejscowości Valls pod koniec XIX wieku. Określenie "calçotada" pochodzi od katalońskiej nazwy cebulki calçot i sufiksu -ada, oznaczającego święto, w czasie którego celebruje się jeden produkt żywnościowy.
Potrawę calçotada przygotowuje się poprzez upieczenie na grillu cebuli calçot (wyróżniają się one wydłużoną, białą częścią spichrzową osiągającą 15–25 cm długości i średnicę ok. 2 cm). Po odłożeniu ich na ok. 2 godziny, podaje się je następnie z pikantnym sosem podobnym do romesco, nazywanym salvitjada lub salsa per calçots. Danie je się rękami – gotową cebulę chwyta się w dłonie, ściąga sczerniałe od smażenia liście zewnętrzne, a następnie macza w sosie i odgryza część cebuli, odchylając przy tym głowę. Ponieważ podczas jedzenia potrawy łatwo można się zabrudzić, biesiadnicy zazwyczaj ochraniają ubrania serwetkami. Potrawa ta nie jest przeznaczona do spożywania w samotności albo w niewielkim towarzystwie – tradycyjnie calçotada powinna być jedzona w dużej, co najmniej kilkunastoosobowej grupie.
Calçotada jedzona jest przez cały okres od listopada do kwietnia. Podczas poświęconej jej styczniowej fiesty odbywają się m.in. konkursy (w tym na ilość zjedzonych cebuli), pokazy gotowania oraz prezentacje tradycyjnych tańców.